# Kamuflaż wz. 68

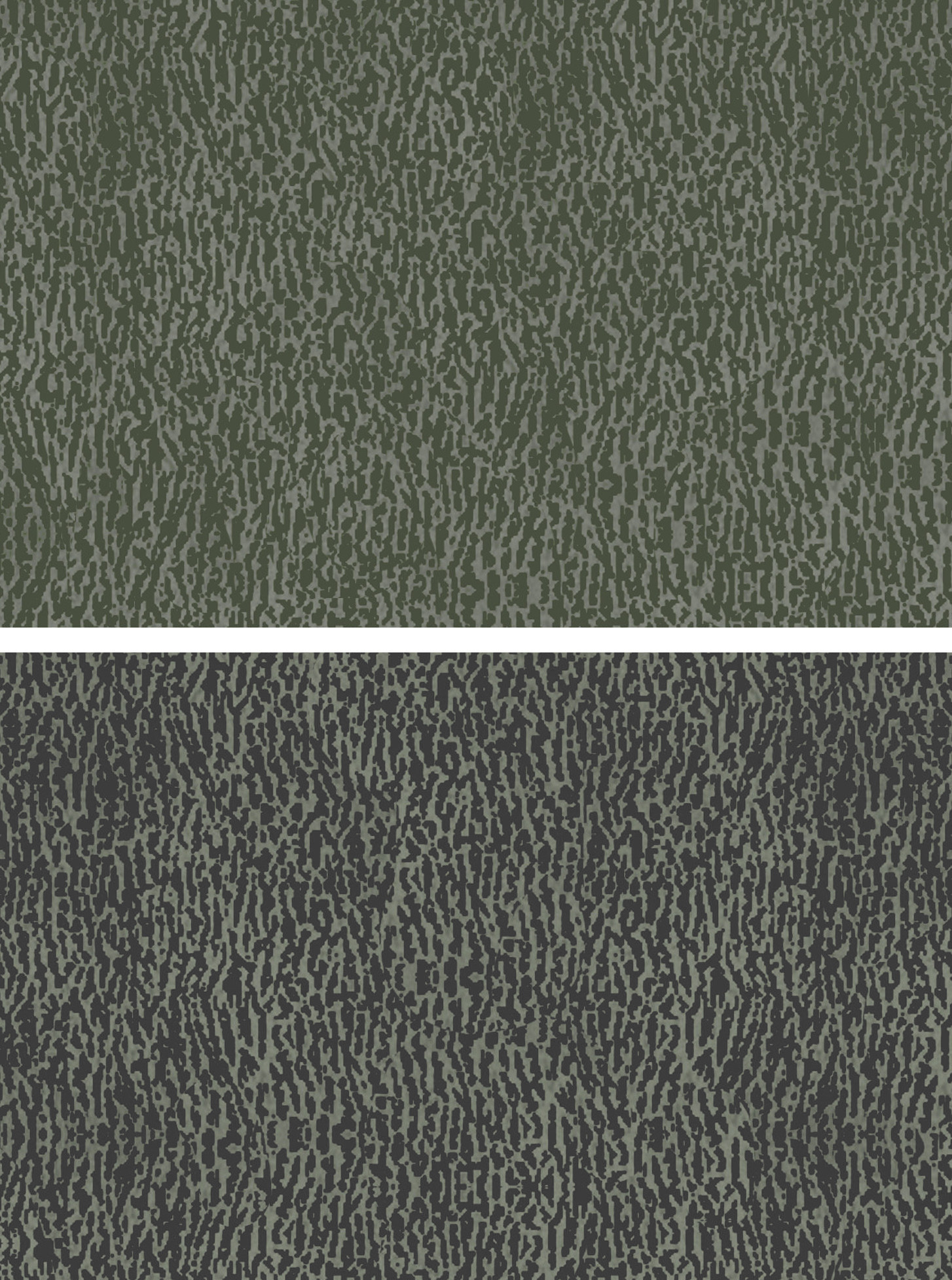
Kamuflaż wz. 68
w wersji zielonej i czarnej

Kamuflaż wz. 68 („moro” lub „mora”) – wzór kamuflażu wprowadzonego w Polskiej Rzeczypospolitej Ludowej dla wojskowych mundurów polowych „moro”. Jego cechą charakterystyczną był deseń w postaci drobnych cętek ciemniejszych od tła. 
W Ludowym Wojsku Polskim (SZ PRL) zastąpił starszy wzór kamuflażu wz. 58 (pot. deszczyk). Używany w latach 1969–1989 po czym został zastąpiony przez wz. 89 „Puma”. Poza wojskiem stosowany również w szeregu innych służb: Milicji Obywatelskiej, Służbie Więziennej, Państwowej i Ochotniczej Straży Pożarnej. Po 1989 roku mundury w tym kamuflażu używane były jeszcze w Policji i Służbie więziennej. W latach 90 dla Policji i Służby Więziennej opracowano ostatnią wersję kamuflażu wz. 68, przy czym tylko ta ostatnia używała go przez dłuższy czas. Ostatecznie kamuflaż został wycofany z użycia Służby Więziennej w 2018 roku. 

## Wersje
Istniało sześć rodzajów kamuflażu wz. 68, różniących się głównie kolorystyką zależnie od służby, dla której były przeznaczone:
- Wersja zielona – dla Wojsk Lądowych oraz Nadwiślańskich Jednostek Wojskowych i Wojsk Ochrony Pogranicza.
- Wersja czarna – dla Sił Powietrznych, Wojsk Obrony Powietrznej Kraju i Marynarki Wojennej.
- Wersja niebieska/szaroniebieska – dla Milicji Obywatelskiej (w tym ZOMO) i Służby Więziennej. Wersja początkowo z niebieskimi a następnie z szaroniebieskimi plamkami. Używana także w Policji III RP.
- Wersja ciemnobrązowa[potrzebny przypis] z powiększonymi plamkami – dla Państwowej Straży Pożarnej i Ochotniczej Straży Pożarnej.

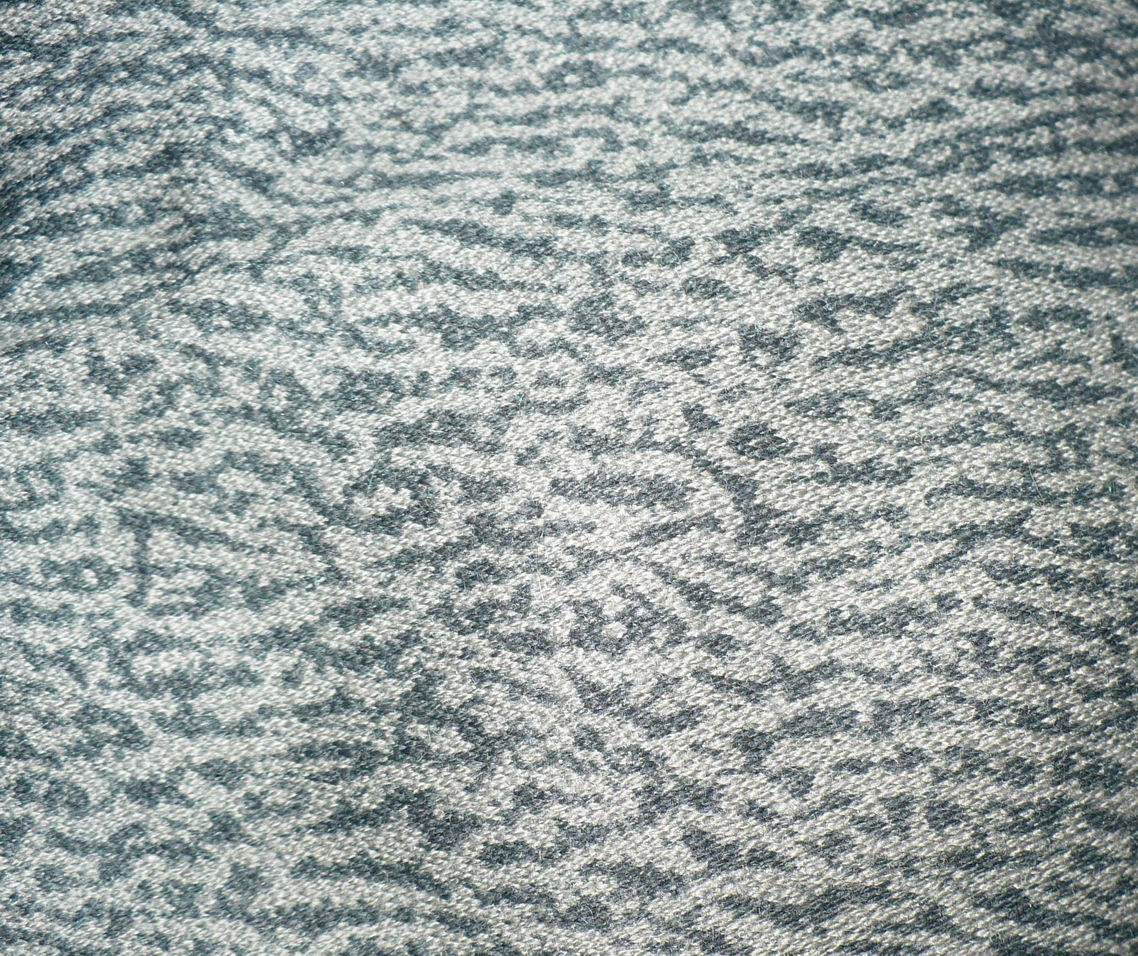
Wzór dla wojsk lądowych
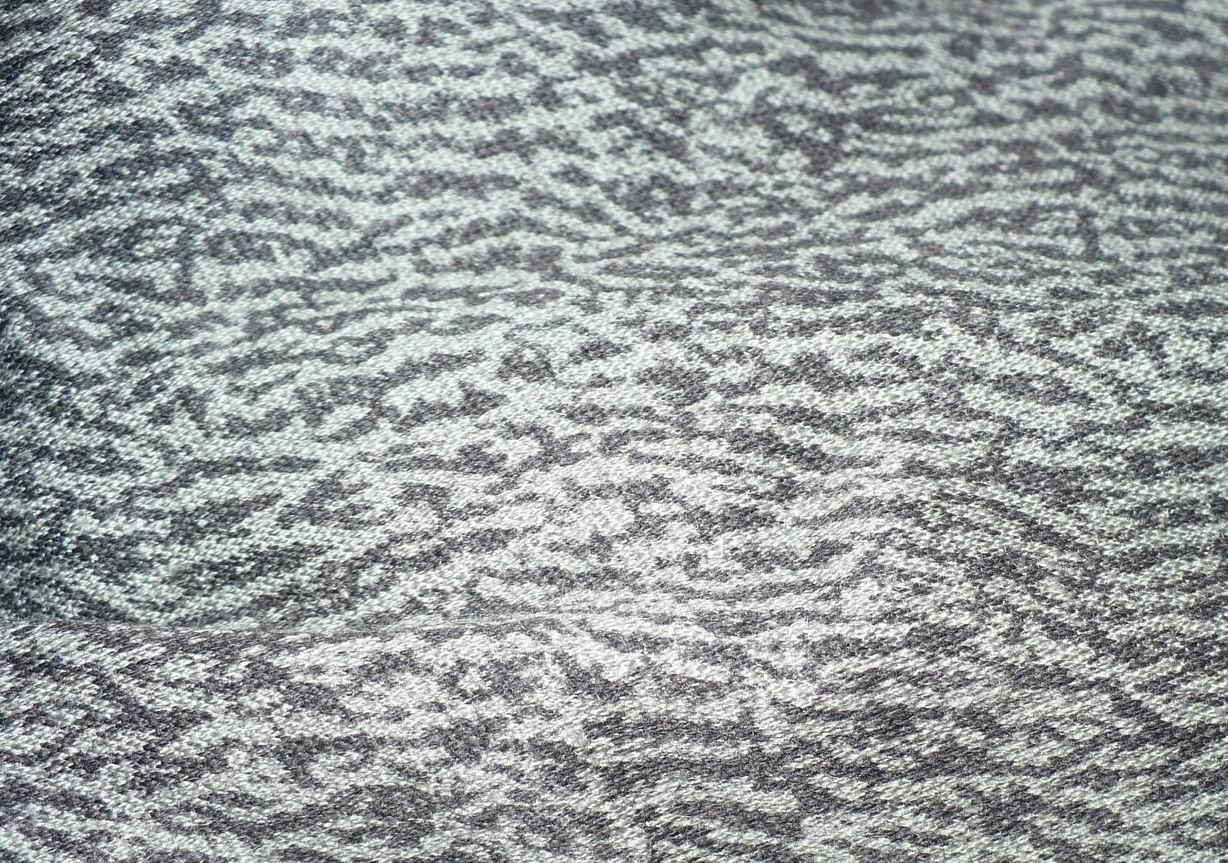
Wzór dla lotnictwa i marynarki
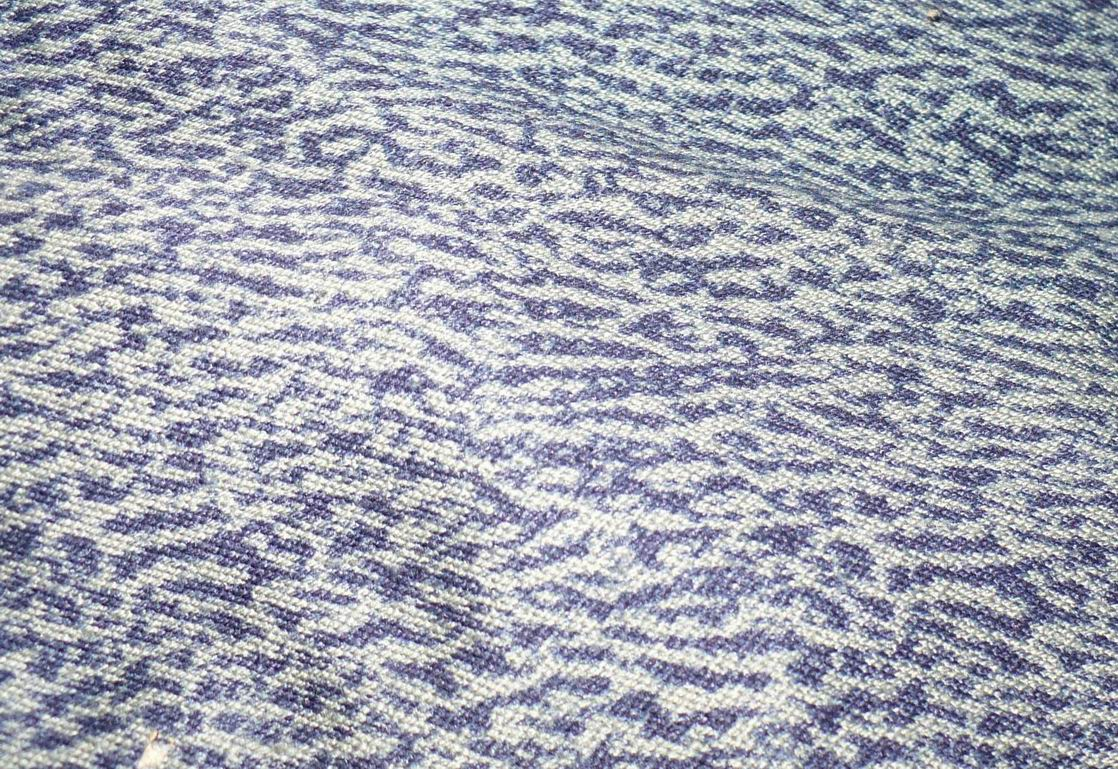
Wzór dla MO i Policji
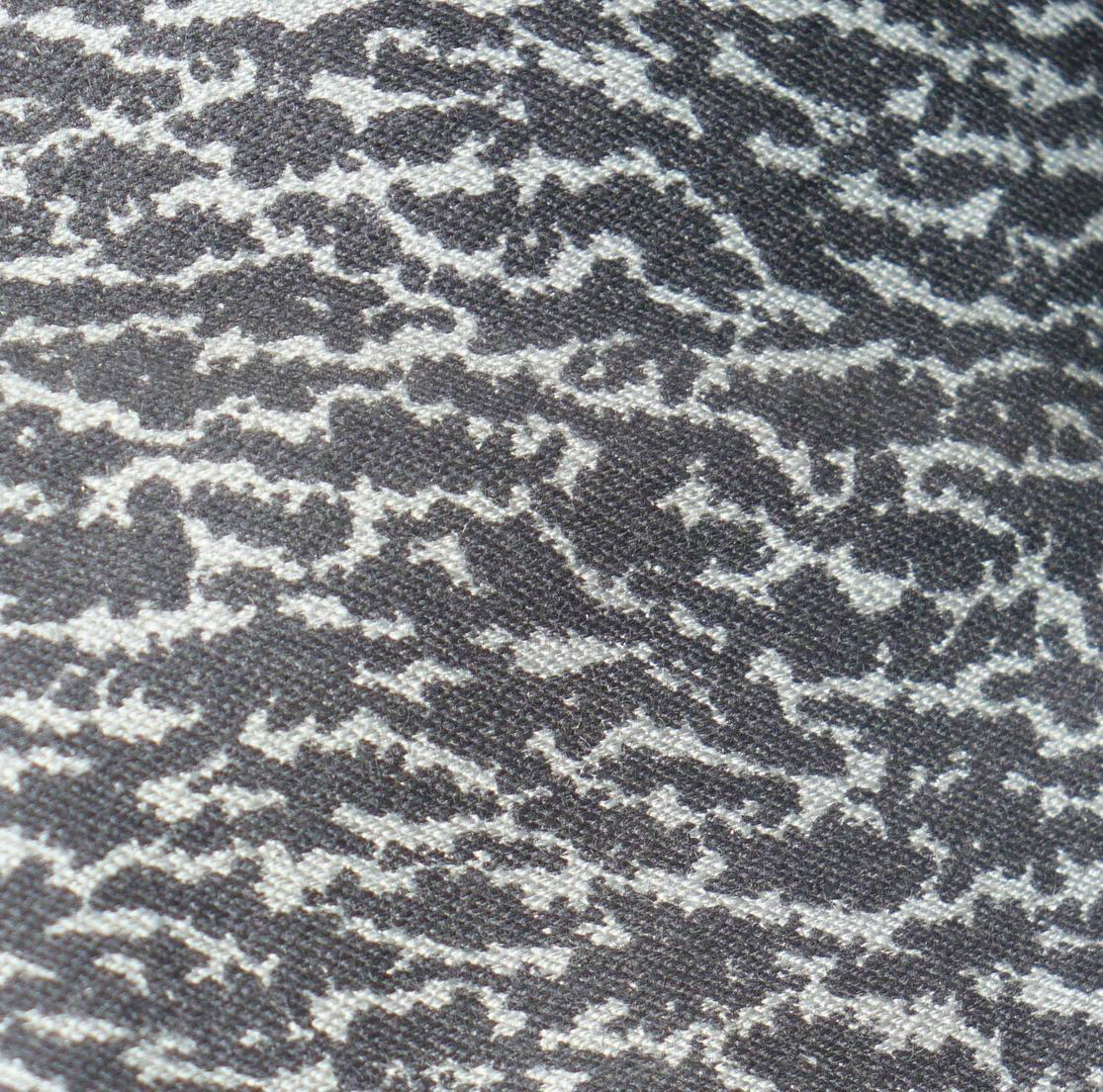
Wzór dla Straży Pożarnej
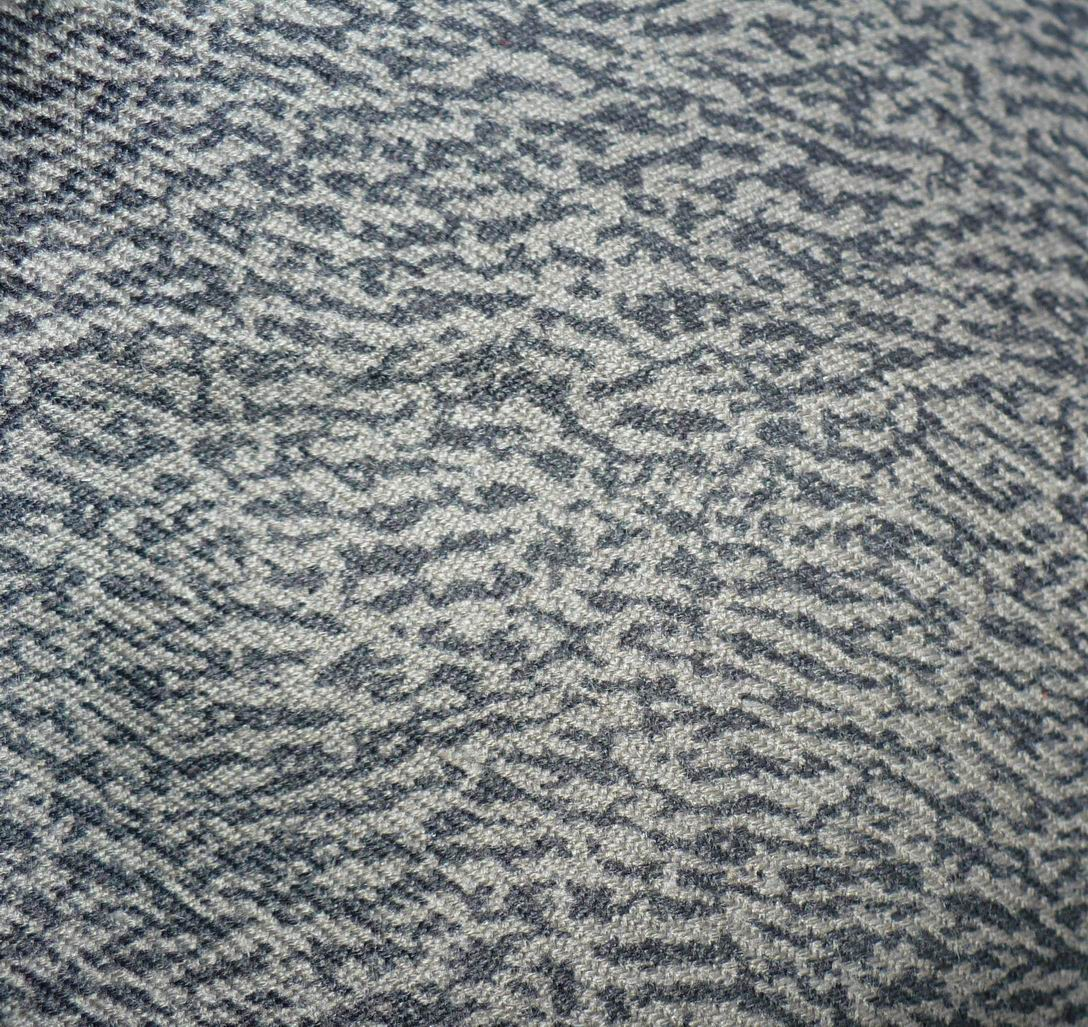
Wzór dla Policji i Służby Więziennej
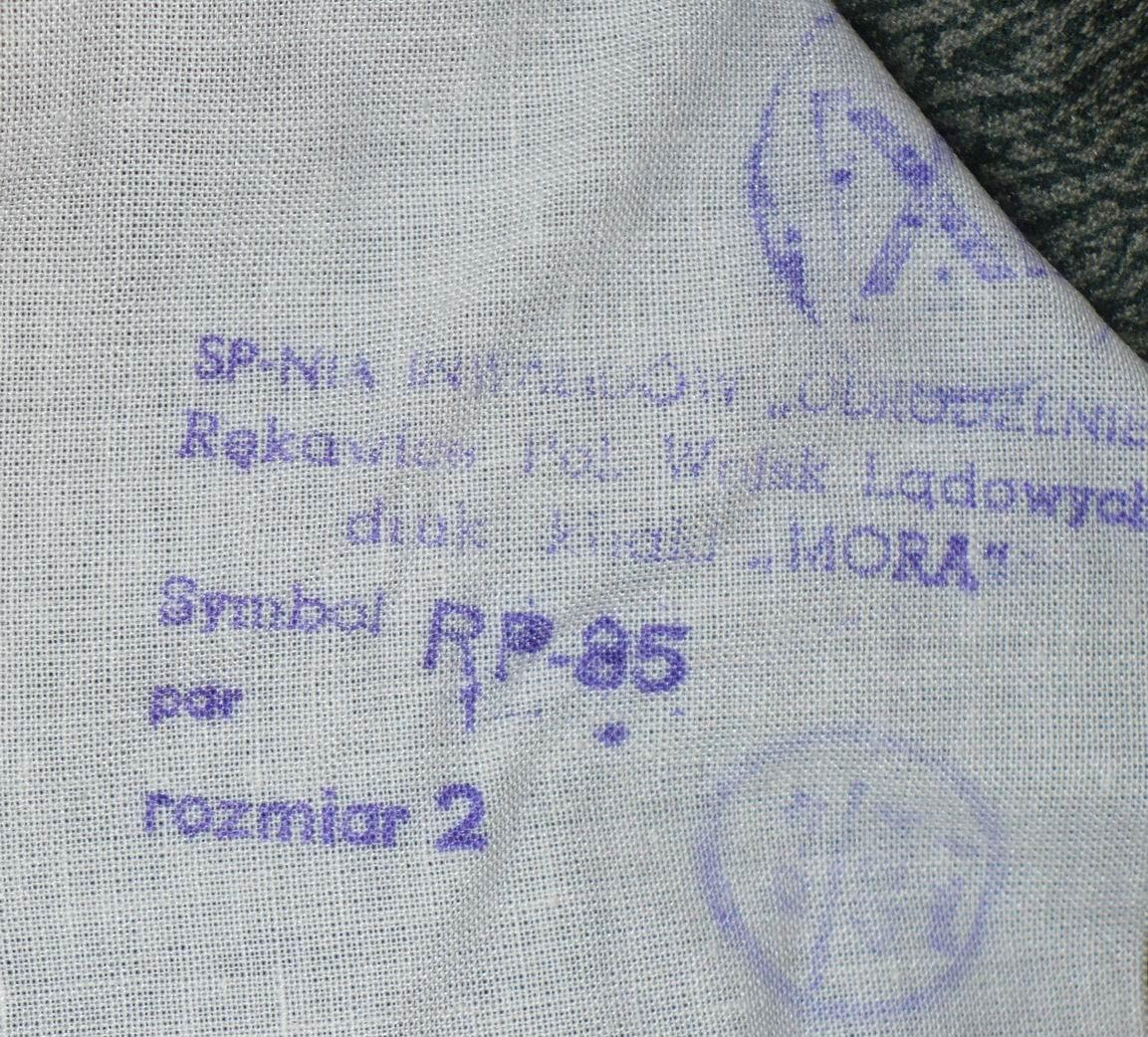
Metka rękawic wojsk lądowych